# Noordodes
Noordodes is een geslacht van vlinders van de familie grasmotten (Crambidae), uit de onderfamilie Odontiinae.

## Soorten
- N. magnificalis Rothschild, 1916
- N. purpureoflava Hampson, 1916